# سينتينيرا دي أندلس
سينتينيرا دي أندلس هي بلدية تقع في مقاطعة سوريا، في منطقة قشتالة وليون، في إسبانيا. يبلغ عدد سكانها 22 نسمة وذلك حسب (المعهد الوطني للإحصاء) سنة 2017. تبلغ مساحتها 19,87 كم مربع، وترتفع عن سطح البحر 944 متر.

## تطور السكان
في تعداد عام 2010 بلغ عدد سكان البلدية 24 نسمة، منهم 7 رجلا و17 امرأة. 